# میر وینینگهم
مِـیر وینینگهَـم (انگلیسی: Mare Winningham؛ زادهٔ ۱۶ مهٔ ۱۹۵۹) که نامش گاهی به صورت مار وینینگهم نیز تلفظ می‌شود، هنرپیشه، خواننده-ترانه‌سرا، و آهنگساز اهل ایالات متحده آمریکا است. وی از سال ۱۹۷۶ میلادی تاکنون مشغول فعالیت بوده است.
از فیلم‌ها یا برنامه‌های تلویزیونی که وی در آن نقش داشته است می‌توان به برادران، آتش سنت المو، ترنر و هوک، وایت ایرپ، روز بد در بلوک، مرغ دریایی و خانواده هتفیلد و مک‌کوی اشاره کرد.